# Преднимустин
Преднимустин — цитостатический и одновременно глюкокортикоидный противоопухолевый химиотерапевтический лекарственный препарат, применяемый при химиотерапии злокачественных опухолей, чувствительных к глюкокортикоидам, таких, как лимфогранулематоз, лимфома, лимфосаркома, острый лимфоидный лейкоз. Преднимустин представляет собой сложный эфир двух ранее известных и также обладающих противоопухолевой активностью соединений — преднизолона и хлорамбуцила.
Применение преднимустина может вызвать миоклонию.